# كريستيان دميرطاش
كريستيان دميرطاش (بالألمانية: Christian Demirtas)‏ هو لاعب كرة قدم ألماني في مركز الدفاع، ولد في 25 مايو 1984 في أوفنباخ أم ماين في ألمانيا. لعب مع كارل زايس يينا وماينتس 05 ونادي سيريانسكا ونادي كارلسروه.

## وصلات خارجية
- كريستيان دميرطاش على موقع قاعدة بيانات كرة القدم.إي يو (الإنجليزية)
- كريستيان دميرطاش على موقع بيانات كرة القدم. دي إي (الألمانية)
- كريستيان دميرطاش على موقع عالم كرة القدم.نت (الإنجليزية)